# Апчас
Апчас (рус. Апчас; адиг. АпкIашъ) река је на југу европског дела Руске Федерације. Протиче преко југозападних делова Краснодарске покрајине и запада Републике Адигеје (Горјачкокључки градски округ и Таужечки рејон).
Улива се у вештачко Краснодарско језеро саграђено на реци Кубањ и припада басену Азовског мора. Пре градње језера уливала се у реку Марту као њена лева притока. Укупна дужина водотока је 120 km, површина сливног подручја око 550 km², а просечан проток око 19 m³/s. 
Свој ток започиње на североисточним обронцима планинског масива Котх, у северној подгорини Великог Кавказа и у горњем делу тока тече кроз уску и шумом обраслу долину. У доњем делу тока тече преко алувијалне Закубањске равнице и у том делу тока карактерише је интензивно меандрирање и доста спор ток. Код станице Черноморске прима своју највећи и најважнију притоку, реку Шкељук. 